# Invisible Touch
Invisible Touch (engl. für: „Unsichtbare Berührung“) ist das 13. Studioalbum der britischen Rockband Genesis aus dem Jahr 1986. Das Album ist das kommerziell zweiterfolgreichste der Band mit weltweit über 8,7 Millionen verkauften Exemplaren; die Verkaufszahlen wurden nur vom Nachfolger We Can’t Dance von 1991 nochmals übertroffen. Produzenten waren Genesis und Hugh Padgham.

## Hintergrund
Aufgenommen in einer Zeit, in der die Schallplatte höchsten Marktrang hatte und die CD sich erst noch etablieren musste, wurde Invisible Touch analog aufgenommen, digital gemischt und digital produziert (ADD). Bereits kurz nach der Veröffentlichung wurde das Album von Kritikern und Fans überwiegend positiv aufgenommen: Alle fünf Singles aus dem Album erreichten die US-amerikanischen Top Five, inklusive eines Nummer-eins-Erfolgs für den Titeltrack. In Too Deep ist im Film Mona Lisa aus dem Jahr 1986 zu hören. Bekannt wurde auch das Musikvideo zu dem Song Land of Confusion, in welchem die Band sowie alle anderen prominenten Mitwirkenden von Gummipuppen der britischen Satiresendung Spitting Image gespielt wurden. In Großbritannien debütierte das Album auf Platz eins der Charts, in den USA auf Platz drei, die bis heute höchste Platzierung eines Genesis-Albums in Amerika.
Das Album konnte alte wie neue Fans ansprechen. Der Sound war stärker denn je von Synthesizern und Synth-Drums geprägt und passte sich damit den Hörgewohnheiten der Zeit an. Radiofreundliche Stücke wie Land of Confusion und Throwing It All Away sowie insbesondere der Titelsong Invisible Touch sprachen Hörer von Popmusik an, während die längeren Songs, wie insbesondere Tonight, Tonight, Tonight und Domino, eher Freunde der progressiven Phase der Band adressierten. Das musikalisch aus dem Rahmen fallende Instrumental The Brazilian zeigte, dass die Band ihre Experimentierfreudigkeit nicht verloren hatte. Während der Produktion des Albums war ursprünglich geplant, das Lied Tonight, Tonight, Tonight auf zwei miteinander verwobenen Songs mit den Namen Monkey und Zulu aufzuteilen. Aus dem Großteil von Monkey wurde jedoch Tonight, Tonight, Tonight; aus den übriggebliebenen Ideen für Zulu entwickelte sich The Brazilian.
Die Texte des Albums zeigen den eher seltenen Versuch der Band, sich kritisch über soziale und politische Themen zu äußern. So beschreibt der Song Domino albtraumhafte Visionen eines möglichen Atomkriegs, während sich Land of Confusion, das später von Bands wie Disturbed gecovert werden sollte, mit den politischen Verwicklungen der Reagan/Thatcher/Gorbatschow-Ära auseinandersetzt. Der rätselhafte Text von Tonight, Tonight, Tonight schließlich wird oft als Auseinandersetzung mit Drogensucht interpretiert. Offiziell wurden alle Songs zu gleichen Teilen von allen drei vollwertigen Bandmitgliedern geschrieben, auch wenn es Hauptautoren zu jedem Titel gab.

## Titelliste
Alle Lieder wurden von Tony Banks, Phil Collins und Mike Rutherford komponiert.
1. Invisible Touch – 3:26
2. Tonight, Tonight, Tonight – 8:50
3. Land of Confusion – 4:44
4. In Too Deep – 4:57
5. Anything She Does – 4:06
6. Domino (Pt. 1 – In the Glow of the Night, Pt. 2 – The Last Domino) – 10:41
7. Throwing It All Away – 3:48
8. The Brazilian – 4:49 (instrumental)

DVD-Extras (2007)
1. Promotional Videos: Invisible Touch, Tonight, Tonight, Tonight, Land of Confusion, In Too Deep & Anything She Does
2. Band Interview 2006
3. Tour Dokumentation Visible Touch
4. Hinter den Kulissen: Land of Confusion
5. OGWT – Rock Around the Clock
6. Tour Programm 1986 (Galerie)

## Beschreibung einzelner Lieder

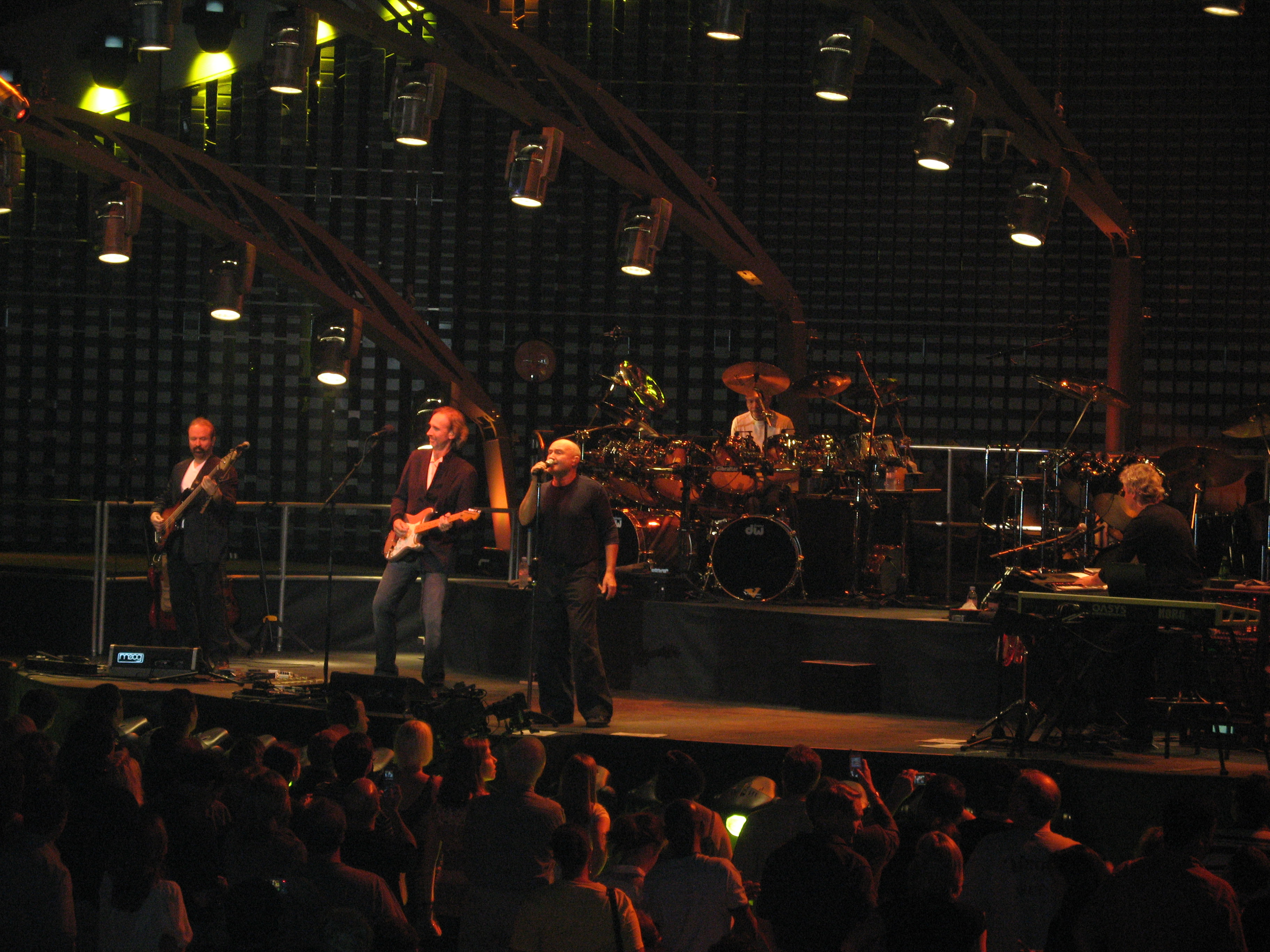
Genesis spielen Land of Confusion auf ihrer Welttournee 2007 in Washington, USA.

- Land of Confusion: Der neben dem Titeltrack bekannteste Song des Albums befasst sich textlich mit dem Klima der Angst und Aggression während des Kalten Krieges. Durch den Videoclip erfuhren die dort gezeigten „Puppenfiguren“ – u. a. von US-Präsident Ronald Reagan – 1986 eine weltweite Verbreitung und Bekanntheit.
- Tonight, Tonight, Tonight: Das zweitlängste Lied des Albums befasst sich mit dem ernsten Thema Drogenabhängigkeit, was es so zuvor bei noch keinem Genesis-Stück gegeben hatte. Das Lied wurde als Single in einer stark gekürzten Version veröffentlicht, und die vollständige Albumversion wurde lediglich auf derselben Tournee vollständig aufgeführt.
- In Too Deep: Das Lied wurde für den Film Mona Lisa von Neil Jordan benutzt. Im Roman American Psycho von Bret Easton Ellis (erschienen 1991) findet sich eine ausführliche Analyse des Albums aus der Sicht des Protagonisten Patrick Bateman. Dieser zeigt in der Beschreibung seiner Lieblingsband Genesis Emotion und Anteilnahme, im Rahmen der übrigen Handlung eine seltene Ausnahme. Einige Songs des Albums wurden entsprechend auch für den Film American Psycho verwendet.
- Anything She Does: Obwohl das Lied nicht als Single ausgekoppelt wurde, wurde hierzu ein Musikvideo gedreht, in dem auch der britische Komödiant Benny Hill mitspielt. Hierin wird eine kurze Geschichte erzählt, in der Hill einen Wächter spielt, dem es nicht gelingt, einige Fans aus den Räumen der Band fernzuhalten. Das Lied handelt von Pornografien, ein weiteres eher unübliches Thema für die Band.

## Singleauskopplungen
| Jahr | Titel                     | Höchstplatzierung, Gesamtwochen/‑monate, AuszeichnungChartplatzierungen (Jahr, Titel, , Platzierungen, Wochen/Monate, Auszeichnungen, Anmerkungen) | Höchstplatzierung, Gesamtwochen/‑monate, AuszeichnungChartplatzierungen (Jahr, Titel, , Platzierungen, Wochen/Monate, Auszeichnungen, Anmerkungen) | Höchstplatzierung, Gesamtwochen/‑monate, AuszeichnungChartplatzierungen (Jahr, Titel, , Platzierungen, Wochen/Monate, Auszeichnungen, Anmerkungen) | Höchstplatzierung, Gesamtwochen/‑monate, AuszeichnungChartplatzierungen (Jahr, Titel, , Platzierungen, Wochen/Monate, Auszeichnungen, Anmerkungen) | Höchstplatzierung, Gesamtwochen/‑monate, AuszeichnungChartplatzierungen (Jahr, Titel, , Platzierungen, Wochen/Monate, Auszeichnungen, Anmerkungen) | Anmerkungen                                            |
| Jahr | Titel                     | DE | AT | CH | UK | US | Anmerkungen                                            |
| ---- | ------------------------- | --- | --- | --- | --- | --- | ------------------------------------------------------ |
| 1986 | Invisible Touch           | DE16 (14 Wo.)DE | — | CH13 (8 Wo.)CH | UK7 Gold · (12 Wo.)UK | US1 (17 Wo.)US | Erstveröffentlichung: 19. Mai 1986 Verkäufe: + 445.000 |
| 1986 | In Too Deep               | DE55 (5 Wo.)DE | — | — | UK19 (9 Wo.)UK | US3 (17 Wo.)US | Erstveröffentlichung: 23. August 1986                  |
| 1986 | Land of Confusion         | DE7 (15 Wo.)DE | AT27 (½ Mt.)AT | CH8 (10 Wo.)CH | UK14 (12 Wo.)UK | US4 (21 Wo.)US | Erstveröffentlichung: Oktober 1986                     |
| 1987 | Tonight, Tonight, Tonight | DE23 (10 Wo.)DE | — | — | UK18 (7 Wo.)UK | US3 (15 Wo.)US | Erstveröffentlichung: 23. März 1987                    |
| 1987 | Throwing It All Away      | — | — | — | UK22 (8 Wo.)UK | US4 (16 Wo.)US | Erstveröffentlichung: 8. Juni 1987                     |

## Preise und Nominierungen
- 1987:
  - Grammy-Award-Nominierung: Beste Instrumentaldarbietung – Pop (The Brazilian)
  - American-Music-Award-Nominierung: Favorisierte Gruppe (Pop/Rock) (Invisible Touch)

## Kommerzieller Erfolg

### Chartplatzierungen
| ChartsChartplatzierungen       | Höchstplatzierung | Wochen |
| ------------------------------ | ----------------- | ------ |
| Deutschland (GfK)              | 2 (87 Wo.)        | 87     |
| Österreich (Ö3)                | 5 (32 Wo.)        | 32     |
| Schweiz (IFPI)                 | 4 (27 Wo.)        | 27     |
| Vereinigte Staaten (Billboard) | 3 (85 Wo.)        | 85     |
| Vereinigtes Königreich (OCC)   | 1 (96 Wo.)        | 96     |

| ChartsJahrescharts (1986)      | Platzierung |
| ------------------------------ | ----------- |
| Deutschland (GfK)              | 18          |
| Österreich (Ö3)                | 30          |
| Schweiz (IFPI)                 | 30          |
| Vereinigte Staaten (Billboard) | 40          |
| Vereinigtes Königreich (OCC)   | 14          |

| ChartsJahrescharts (1987)      | Platzierung |
| ------------------------------ | ----------- |
| Deutschland (GfK)              | 6           |
| Österreich (Ö3)                | 30          |
| Vereinigte Staaten (Billboard) | 10          |
| Vereinigtes Königreich (OCC)   | 18          |

### Auszeichnungen für Musikverkäufe
| Land/Region                  | Auszeichnungen für Musikverkäufe (Land/Region, Auszeichnung, Verkäufe) | Verkäufe  |
| ---------------------------- | ---------------------------------------------------------------------- | --------- |
| Australien (ARIA)            | 3× Platin                                                              | 210.000   |
| Dänemark (IFPI)              | Gold                                                                   | 10.000    |
| Deutschland (BVMI)           | Platin                                                                 | 500.000   |
| Frankreich (SNEP)            | Platin                                                                 | 400.000   |
| Hongkong (IFPI/HKRIA)        | Gold                                                                   | 10.000    |
| Japan (RIAJ)                 | Platin                                                                 | 200.000   |
| Neuseeland (RMNZ)            | 4× Platin                                                              | 80.000    |
| Schweiz (IFPI)               | Platin                                                                 | 50.000    |
| Spanien (Promusicae)         | Gold                                                                   | 50.000    |
| Vereinigte Staaten (RIAA)    | 6× Platin                                                              | 6.000.000 |
| Vereinigtes Königreich (BPI) | 4× Platin                                                              | 1.200.000 |
| Insgesamt                    | 3× Gold · 21× Platin ·                                                 | 8.710.000 |

Hauptartikel: Genesis (Band)/Auszeichnungen für Musikverkäufe